# كيروف (فئة طراد)
طراد المعركة فئة كيروف هي سفينة حربية سوفيتية روسية قادرة على حمل الرؤوس النووية، وتعتبر أكبر وأثقل مقاتلة حربية مائية حالياً عملية في العالم صممت بين سنوات 1978-1998 في زمن الاتحاد السوفييتي. 
كان مصمما أصلا باعتباره سفينة مضادة للغواصات واسعة التسليح للبحث عن غواصات العدو،
وتوسع دور Kirov للاشتباك مع الأهداف السطحية الكبيرة وتوفيرالدفاع الجوي والمضاد للغواصات لحماية القوات البحرية وذلك بعد إدخال نظامصواريخ غرانيت.
وهناك اختلافات كبيرة في المعدات من كل وحدة من هذه الفئة.
والسفينة تحمل صواريخ غرانيت بعيدة المدى وهو صاروخ مضاد للسفن، والمعروفة في الغرب باسم الصاروخ «حطام السفينة». 
و يتم تثبيت الصواريخ العشرون من صواريخ غرانيت تحت الطابق العلوي، على ارتفاع 60 درجة. وهذه صواريخ بعيدة المدى يمكن السيطرة عليها مرة واحدة ولكن لا يكون لها هدف وتستخدم برنامج المشاركة المتعددة البدائل. وتعتمد الصواريخ على تبادل المعلومات في أثناء الطيران. 
فأحد الصواروخ يفترض أن يؤدي مسار الرحلة على مستوى عال مما مكنها من زيادة قدرتها على اكتساب الهدف، في حين أن غيرها من الصواريخ متابعة على مستوى أدنى. إذا تم تدمير الصاروخ في الريادة، فإن واحدة من صواريخ أخرى تفترض تلقائيا الدور القيادي.
وهناك صواريخ 300 SFالدفاع الجوي الصاروخي td مجمع ومثبت على السفينة، مع 12قا>ف و 96 صاروخ اطلاق عمودي. 300 S قادر على الاشتباك مع الصواريخ المطلقة من الجو ومن والأهداف السطحية. وكذلك هناك اثنين من نظام أوس اذو القاذفات مزدوجة و 40 من صواريخ الدفاع الجوي. السفينة مزودة أيضا بمدفع130 - 
متعددة الأغراض. ونظام المدفعية 30 مم وهو مصمم للاشتباك مع الأهداف المحمولة جوا بما في ذلك الصواريخ المضادة للسفن البحر والسفن البحرية الصغيرة والألغام العائمة والأهداف البرية مدرعة القائمة.
السفينة تستوعب ثلاثة Kamov كا 27PL أو طائرات هليكوبتر كا 25RT. كما يسلح الطراد بصواريخ Vodopad NK المضادة للغواصات أو الطوربيدات. السفينة مزودة أيضا باثنين من الأنظمة المضادة للغواصات ومضادة للطوربيد أنظمة الصواريخ، وUdav - 1 مع 40 صواريخ مضادة للغواصات وRBU 1000. واثنين من RBU - 1000 - وستة قاذفات الصواريخ المضادة للغواصات
ويستند نظام الدفع السفينة على مزيج من الطاقة النووية والتوربينات البخارية، مع اثنين من [أربعة ووفقا لبعض المصادر] المفاعلات النووية واثنين من الغلايات المساعدة. نظام الدفع يوفر السرعة كامل 31 عقدة. عندما تعمل على الغلايات المساعدة سرعة السفينة هو 14 عقدة، والسفينة لديه القدرة على التحمل لمدة 60 يوما.
تم تحديد اختيار المحركات التي صممت من أجل دعم دور الطراد. محركات بالدفع النووي الرئيسي تضم مفاعلين (لإنتاج البخار لتشغيل)، واثنين من التوربينات الرئيسية الموجهة - 70000 حصان (لضمان سرعة الطراد كامل لا تقل عن 30 عقدة) واثنين من الاحتياطية المراجل البخارية من 115 طن / ساعة القدرات. المراجل البخارية من أجل لاحتياط التي توفر سرعة 17 عقدة والمفاعلات النووية متوقفة وضمان وجود قدرة للحركة لمسافة تصل إلى 1000 كيلومتر مع الوقود على متن السفن. يتم ترتيب المحركات الرئيسية في ثلاث مقصورات: مقصورة واحدة منازل اثنين
من المفاعلات النووية، ومنزل اثنين آخرين موجهة توربينات الوحدات والمراجل البخارية، على التوالي.
أدت تخفيضات الميزانية في نهاية الحرب الباردة إلى وقف بناء الوحدة الخامسة من الفئة كيروف. في نهاية عام 1997 فلم يبق سوى Nakhimov الاميرال التشغيلية وقال الأدميرال لازاريف أن يكون المقرر للتخلص منها بسبب عدم كفاية التمويل للتصليحات اللازمة.
يوم 8 سبتمبر 2008، أعلن أن بيوتر فيليكي سوف تبحر في البحر الكاريبي للمشاركة في تدريبات بحرية مع القوات البحرية الفنزويلية، جنبا إلى جنب مع المدمرة الاميرال تشابانينكو وسفن الدعم الأخرى. ومن شأن هذا العمل يمثل أول عرض للقوة الروسية الكبرى في هذا البحر منذ نهاية الحرب الباردة. 
في 22 سبتمبر 2008، غادر بيوتر فيليكي والاميرال تشابانينكو هوم بهم من سيفيرومورسك. 
يوم 22 أكتوبر، قام بيوتر فيليكي 2008 بزيارة لميناء Karagac Aksaz ، تركيا. وفي 06-09 نوفمبر، 2008 الطراد النووي الاميرال تشابانينكو قام بزيارة إلى ميناء طولون، فرنسا. قبل مغادرة البحر الأبيض المتوسط في، 10 نوفمبر 2008 ليمر عبر مضيق جبل طارق. 
وصل بيوتر فيليكي في لوس انجليس جويرا وفنزويلا يوم 25 نوفمبر 2008 ليتزامن مع زيارة يقوم بها الرئيس الروسي ميدفيديف وأيضا للاشتراك في المناورة VENRUS - 200 مع البحرية الفنزويلية في 01-02 ديسمبر، 2008. وبعد الانتهاء من التمارين، أدلى الأدميرال تشابانينكو زيارة قصيرة لبنما 50-10 ديسمبر، 2008 ثم إلى بلوفيلدز ونيكاراغوا ديسمبر 13-15)، وهافانا، كوبا من 19-23 ديسمبر. 
تابع بيوتر فيليكي وحدها إلى كيب تاون، جنوب أفريقيا. في 11 يناير 2009، أعلن رئيس هيئة الأركان العامة الروسية أن بيوتر فيليكي وست سفن حربية روسية أخرى سوف تشارك في تدريبات بحرية مشتركة مع البحرية الهندية في وقت لاحق من الشهر نفسه.
في الطريق إلى الهند، قام كيروف من بزيارة تستغرق ثلاثة أيام إلى كيب تاون، جنوب أفريقيا. 
في 31 يناير، غادر الطراد بيوتر ميناء مورموجاو في ولاية غوا الهندية. بعد زيارة استغرقت يومين شملت مناورات بحرية مع الهندي المدمرة التي تحمل صواريخ موجهة دائرة الهجرة والتجنيس دلهي الطراد اليسار للمياه الأفريقية حيث انضمت سفينة حربية من البحرية الأخرى الروسي وإجراء - 2009 إندرا ممارسة. 
في 12 فبراير 2009، والقبض على 10 سفينة قراصنة على متن ثلاثة قوارب قبالة سواحل الصومال 
في 10 مارس، 2009 عاد بيوتر فيليكي لهوم من سيفيرومورسك، وتنتهي عملية نشر لمدة ستة أشهر